# Liolaemus morenoi
Espèce
Statut de conservation UICN

 VU D2 : Vulnérable
Liolaemus morenoi est une espèce de sauriens de la famille des Liolaemidae.

## Répartition et habitat
Cette espèce est endémique d'Argentine. Elle se rencontre dans les provinces de Neuquén et de Río Negro,. On la trouve entre 550 et 700 m d'altitude. Elle vit sur les dunes de sable où poussent Stipa et Senecio. 

## Étymologie
Cette espèce est nommée en l'honneur de Francisco Moreno.

## Publication originale
- Etheridge & Christie, 2003 : Two new species of the lizard genus Liolaemus (Squamata: Liolaemidae) from northern Patagonia, with comments on Liolaemus rothi. Journal of Herpetology, vol. 37, no 2, p. 325-341.